# English Electric Canberra
A Canberra brit fejlesztésű elsőgenerációs, sugárhajtású könnyű bombázórepülőgép, melyet az English Electric fejlesztett ki és gyártott nagy mennyiségben az 1950-es években. A típus magasabbra tudott emelkedni, mint kortársai, 1957-ben magassági világrekordot állítottak fel vele 21 430 méteres magassággal. Ezen képessége lehetővé tette, hogy a kezdeti elfogóvadászok hatómagassága fölött tevékenykedjen, emellett hasznos terhelésével jelentősen túlteljesítette a korabeli dugattyús bombázókat, így a Canberra méltán lett népszerű exportcikk a nemzetközi repülőgéppiacon. Még az Amerikai Légierő is licencben gyártatta B–57 néven a Martinnal. Összesen tizenhét ország légiereje alkalmazta.
Jelentős számú típusváltozata épült meg, úgymint harcászati atomfegyverhordozó, harcászati bombázó és a fotofelderítők széles skálája állt rendelkezésre.
Bevetették a vietnámi háborúban, a Falkland-szigeteki háborúban, az indiai–pakisztáni háborúkban és számos afrikai konfliktusban (pl. a rodéziai „bozótháborúban”). Nem egy alkalommal a szemben álló felek rendelkeztek Canberrákkal. Az elsőként rendszeresítő ország légiereje, a Brit Királyi Légierő több mint fél évszázados, 57 évnyi szolgálat után 2006. június 23-án vonta ki a szolgálatból. Azóta több gép még aktív, főként kísérleti és kutatási célokra; a NASA meteorológiai munkákra alkalmazza.

## Fordítás
- Ez a szócikk részben vagy egészben  az   English Electric Canberra című angol Wikipédia-szócikk ezen változatának fordításán alapul.  Az eredeti cikk szerkesztőit annak laptörténete sorolja fel. Ez a jelzés csupán a megfogalmazás eredetét és a szerzői jogokat jelzi, nem szolgál a cikkben szereplő információk forrásmegjelöléseként.